# Iruña-Veleia
L'oppidum romain de Veleia, au Pays basque méridional ou d'Espagne, autrefois appelé Iruña (« ville » en basque), est un site archéologique qui fut occupé de l'âge du bronze jusqu'à l'époque médiévale. 
On a prétendu y avoir découvert (principalement en 2006) des objets romains exceptionnels, en particulier un ensemble épigraphique parmi les plus importants et étonnants du monde romain, ce qui a valu des comparaisons avec Pompéi en Italie. 
Sous la direction de l'archéologue Eliseo Gil, de nombreux morceaux de céramique datant prétendument de l'époque romaine et portant des inscriptions en basque auraient été découverts en 2005-2006.
Ces découvertes ont cependant été considérées comme étant des falsifications et font actuellement débat.
La cité romaine fondée vers le Ier siècle reste un des sites romains les plus importants du Nord de l'Espagne.

## Situation
Iruña-Veleia occupe une situation stratégique sur la principale voie terrestre du Nord de la péninsule Ibérique. Les restes découverts s'étendent sur une zone de plus de 80 hectares, délimitées par un méandre de la rivière Zadorra que l'on peut traverser par les ponts de Trespuentes et de Víllodas. Le site, situé à une dizaine de kilomètres de Vitoria-Gasteiz, appartient à la commune d'Iruña Oka, sur la colline qui sépare les villages de trespuentes et Villodas. Il constitue une étape importante dans l'itinéraire de la chaussée romaine de Hispania in Aequitania ab Asturica Burdigalam (d'Astorga à Bordeaux).

## Chronologie
Le site archéologique d'Iruña-Veleia concentre plus de mille cinq cents ans d'histoire, depuis le Ier millénaire av. J.-C. jusqu'au Ve siècle. 

### DuVIIIeauIVesiècleav. J.-C.
(Âges du bronze et du fer) 
Initialement, Iruña était un grand village indigène occupant une position géographique centrale dans la plaine d´Alava. Ses origines remontent au VIIIe siècle av. J.-C. (vers la fin de l'âge du bronze) et il a continué à être habité jusque dans le second âge du fer (IVe siècle av. J.-C.). Ses habitations, rectangulaires ou circulaires, ressemblaient à celles mises au jour dans le village proche d'Atxa (Vitoria-Gasteiz). Il s'agissait de cabanes édifiées à même la roche, avec des murs en torchis, blocs de pisé et branchages, et des toits végétaux.

### DuIerauIVesiècle(époque romaine)
Durant la première moitié du Ier siècle, à la fin du règne d´Auguste (époque Julio-Claudienne), de premières bâtisses « édifiées à la romaine » se substituèrent aux anciennes cabanes. Les différentes pièces de ces habitations urbaines ou domus étaient disposées autour d´une cour centrale dotée d´une citerne en opus caementicium ou béton romain.
La fin de ce siècle, époque des Flaviens, constitue la période la plus florissante. Certaines domus sont complètement rebâties et il leur est donné plus belle allure. Des espaces et des édifices publics complétaient cette implantation typiquement urbaine.
Nous possédons davantage de connaissances sur la ville entre la fin du IIIe siècle et le milieu du IVe siècle (fin de l'Antiquité). Conséquence de la récession économique, l'époque connut une désertion progressive. C´est durant ces années que l´on entreprit la dernière grande œuvre publique d'Iruña-Veleia, la construction d'une muraille. Cette dernière délimite la ville sur une superficie de plus de 11 hectares. Veleia, contrairement à d´autres centres urbains, est privilégiée de par sa situation géographique, sur la voie entre Asturica Augusta (Astorga) et Burdigala (Bordeaux), ainsi que de par la protection de sa muraille fortifiée. 
L´irruption des Barbares dans la péninsule Ibérique au début du Ve siècle n'y a pas eu de conséquences majeures. Les dernières données archéologiques recueillies correspondent à des enterrements vers la fin du Ve siècle, dans les espaces d´habitation déjà abandonnés à l'époque.

### DuVeauXIVesiècle(fin de l'Antiquité et Moyen Âge)
Nous possédons peu d´informations sur l'histoire de la ville romaine d'Iruña entre la fin de l´Empire romain et le Bas Moyen Âge. Cependant, nous savons qu´au milieu du XIVe siècle, il existait un prieuré de l´Ordre de Saint Jean dont on pouvait encore voir les bâtiments au début du XIXe siècle.

### Des découvertes récentes très controversées
Les fouilles récentes ont révélé de nombreux documents gravés présentant des caractéristiques souvent inédites : des textes latins, des représentations chrétiennes, des textes égyptiens et des textes basques. Avec ces découvertes Iruña-Veleia constituerait une source de découvertes archéologiques capitales que certains comparent à celles de Vindolanda (Royaume-Uni) ou de Pompéi (Italie). 
Toutefois un débat très vif est né au cours de ces derniers mois. Il porte sur l'authenticité ou non de ces découvertes et plusieurs scientifiques ont avancé la possibilité d'une falsification. L'affaire a été portée en justice et fortement médiatisée. La fouille a été interrompue. La controverse n'est pas actuellement tranchée.

#### Calvaire duIIIesiècle
Il s'agit d'une représentation de Jésus crucifié sur la montagne Golgotha, gravée sur un petit fragment de céramique de quelque dix centimètres carrés. Dans cette scène, aux côtés de Jésus crucifié apparaissent les voleurs Dimas et Jestas, ainsi que deux figures qui pourraient représenter la Vierge et saint Jean. Sur la partie supérieure de la croix, on lit l'épitaphe « RIP »  (requiescat in pacem : repose en paix). Il s'agirait là d'une des premières attestations de cette formule.
La datation du calvaire par l'équipe du site (dirigée par l'archéologue Eliseo Gil) le fait remonter au IIIe siècle ; il précède ainsi de trois siècles celui des catacombes de Rome (VIe siècle), considéré jusqu'en 2006 comme la représentation de Jésus crucifié la plus ancienne du monde. L'exactitude de cette datation a été corroborée par des chercheurs néerlandais et français qui ont soumis la pièce à des tests au carbone 14, accélérateur de particules et autres techniques de laboratoire. Toutefois les scientifiques qui ne reconnaissent pas l'authenticité de la découverte ont fait observer que la datation du support ne garantit pas la datation de la gravure.
Avec cette pièce sont apparus d'autres dessins de crucifixion de dieux païens ainsi que des textes chrétiens du type pater nostrum .

#### Hiéroglyphes égyptiens duIIIesiècle
Les chercheurs ont découvert à Iruña-Veleia non seulement des tablettes en latin retraçant des faits historiques de l'Égypte, mais aussi des hiéroglyphes, le tout remontant très vraisemblablement au IIIe siècle, alors que l'écriture hiéroglyphique était quasiment abandonnée en Égypte. La découverte de ce type de signes égyptiens sur les ostraka (pièces en céramique, panneaux et matériaux de déchet) en territoire alavais pose de nouvelles interrogations aux experts. 
L'origine de l'écriture hiéroglyphique remonte à la période archaïque, entre les années 3100 et 2686 av. J.-C. Quelques siècles plus tard, l'écriture hiéroglyphique s'accompagne de l'écriture hiératique, qui en est une forme dérivée et simplifiée. Ces formes coexistent jusqu'à la basse époque, entre les années 664 et 332 av. J.-C.
Avec l'arrivée d'Alexandre le Grand et la domination romaine postérieure sur les bords du Nil, commence à s'imposer l'écriture démotique (simplification de l'écriture hiératique). À l'époque byzantine, du IVe au VIIe siècle, le pays des pyramides utilise déjà de manière généralisée la langue copte, c'est-à-dire le langage égyptien écrit avec des caractères grecs.
À Iruña-Veleia, à des milliers de kilomètres du Nil, les archéologues ont donc trouvé des hiéroglyphes simples de l'époque la plus ancienne ; à cette découverte remarquable s'ajoute le fait qu'ils ont été tracés un demi-millénaire après avoir cessé d'être utilisés au pays des pharaons. Les caractères habituels visibles dans les tombes royales de différentes dynasties égyptiennes apparaissent ici dans des pièces en céramique, non seulement loin du Nil, mais aussi loin des centres urbains romains de la péninsule Ibérique, bien plus peuplés et importants, tels Tarraco.
Le champ des hypothèses est vaste. Veleia, ville romaine, pouvait avoir à son apogée (époque des Flaviens) entre 5 000 et 10 000 habitants, nombre suffisant pour compter parmi eux des personnages cultivés. Le contexte de la découverte suggère qu'il s'agit dans les pièces trouvées de matériel scolaire utilisé par un précepteur, comme l'évoque Montserrat Rius, égyptologue de l'université de Barcelone. Pour Aidan Dodson égyptologue à l'université de Bristol ces hiéroglyphes ne sont pas authentiques.

#### Inscriptions basques entre leIIIesiècleet leVIesiècle
En 2005, furent aussi découvertes des supposées inscriptions à caractère religieux écrites en basque et datant des environs du IIIe siècle-VIe siècle. Elles auraient constitué la plus ancienne trace écrite de la langue basque. 
Cependant, en 2008 une analyse de ces inscriptions a remis en cause l'authenticité de ces inscriptions,. 
Cette analyse négative est cependant contestée actuellement par une dizaine de spécialistes originaires, entre autres, des États-Unis, France, Allemagne, Espagne, etc.. 
Jusqu'à présent, les mots basques les plus anciens apparaissaient dans deux phrases datées du XIe siècle et retrouvées au monasterio de San Millán dans l'actuelle province autonome de La Rioja. Les premiers textes un peu complets écrits en basque datent du XVIe siècle.

### Prospection aérienne et LIDAR
En juillet 2024, une campagne de collectes d'images par drone et technologie LIDAR sur le périmètre du site réalisée par la société Arkikus, a révélé la présence d'un cirque antique dont l'existence était jusqu'alors inconnue. Cet édifice mesure environ 280 m de long pour 71 m de large et pouvait recevoir 5 000 personnes. C'est le troisième cirque découvert dans le nord de l'Espagne.

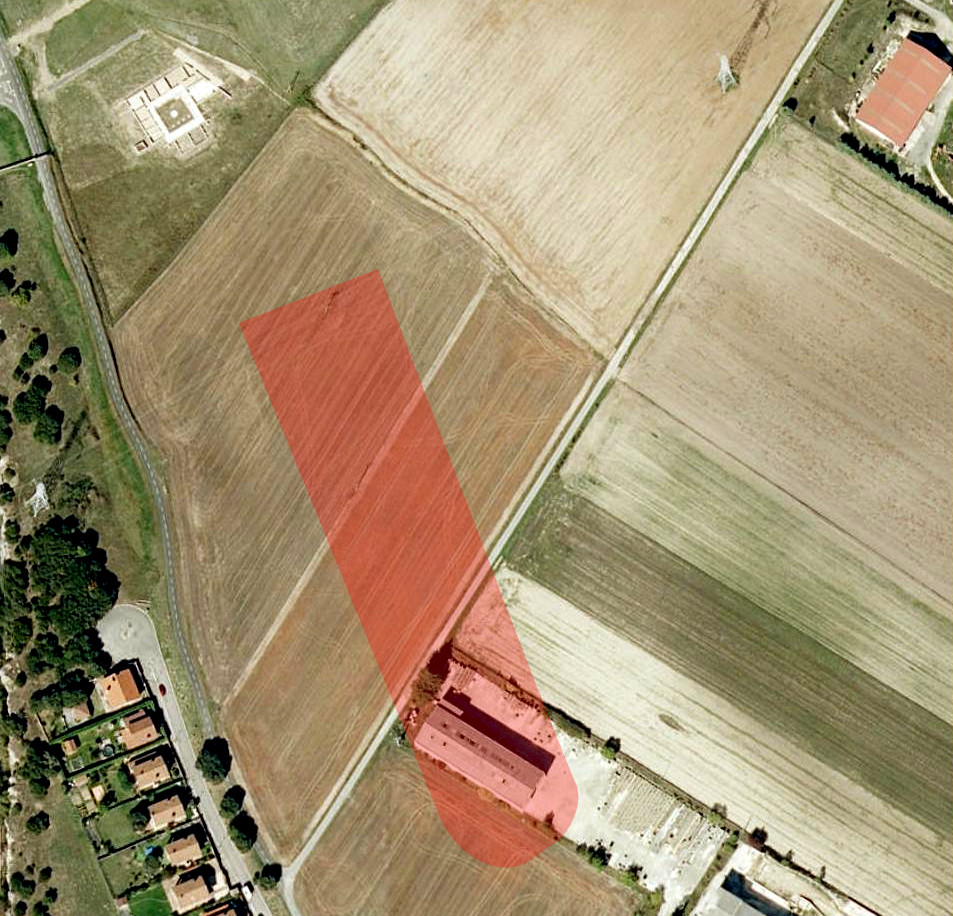
Emplacement du cirque romain